# Antoine de Mailly
Pour les articles homonymes, voir Mailly.
Antoine-Anne-Alexandre-Marie-Gabriel-Joseph-François de Mailly, marquis de Châteaurenaud connu sous les noms d'Antoine de Mailly, Antoine Mailly ou Mailly-Chateaurenaud (25 novembre 1742 Vesoul - 12 juin 1819 Franchevelle) , est un homme politique français, élu de Franche-Comté puis de Saône-et-Loire. Constituant (1790-1791), conventionnel (1792-1795), membre du Conseil des Anciens (1795-1798). Il fut secrétaire de Voltaire et également le deuxième président de la Société d'agriculture, lettres, sciences et arts de la Haute-Saône.

## Biographie

### Origine de la famille
L’aïeul d’Antoine de Mailly, Antoine Mailly, auxiliaire de justice achète un office anoblissant à  la cour des comptes de Dole en 1696 puis 4 ans plus tard acquiert la seigneurie de Châteaurenaud avec son fils Guillaume. 
En 1741, la famille s'étend à Vesoul et Franchevelle en s’alliant à la famille Henrion de  Magnoncourt. Un an plus tard Antoine naît à Vesoul. Le domaine de Chateaurenaud devient un marquisat par lettres patentes du roi Louis XV, du mois de juillet 1752.

### Formation
Antoine de Mailly étudie au collège d'Harcourt, actuel lycée parisien Saint-Louis, et termine par des études de droit à Besançon.

### Secrétaire de Voltaire
À l’âge de 20 ans, il se rend à Ferney pour offrir ses services à Voltaire sous le nom de M Esprit ou Mailly-Chateaurenaud.
De 1762 à 1765, secrétaire de Voltaire. Le patriarche de Ferney est durant cette période engagé dans un bras de fer politique et juridique avec les autorités. L'affaire Calas mobilise son combat contre la tyrannie. En 1763, Voltaire publie anonymement le Traité de la Tolérance. À cette école, le jeune marquis de Châteaurenaud forge des convictions contre le fanatisme qu'il exprime publiquement en 1765 lors de la rentrée des chambres.

### Franc-maçonnerie
Il fonde la première loge louhannaise, Vraie Lumière, en 1778. 
Sur Paris, il est admis en 1784 dans la même loge que Voltaire La loge Les Neuf Sœurs et en 1786 dans la loge  La Réunion des Étrangers.

### Carrière

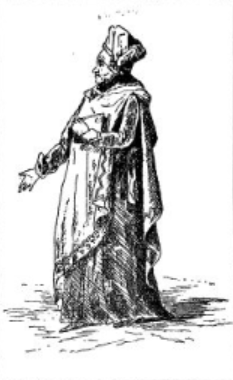
Croquis Antoine de Mailly membre du Conseil des Anciens

Après son passage à Ferney, Antoine entame une carrière d'avocat général  à la Cour des comptes de Dole, il participe activement aux débats électoraux qui secouent la noblesse de Franche-Comté et est élu député suppléant  de la noblesse du bailliage d'Aval à Lons-le-Saunier, aux États généraux de 1789.
Il siège à la Constituante à partir du 20 juin 1790 en remplacement de Lezay-Marnésia, Au sein de l'Assemblée constituante, il se situe parmi les députés militants. Il préside la Confédération universelle des Amis de la Vérité. Il est en juillet 1791 secrétaire de l'Assemblée constituante. 
Élu administrateur du département de Saône-et-Loire le 4 septembre 1791, il préside le Conseil de département de novembre 1791 à août 1792. 
En septembre 1792, il est élu parmi les onze représentants de Saône-et-Loire à la Convention, où il siège jusqu'en 1795 en tant que Jacobins et Montagnard, votant la mort du roi sans sursis en janvier 1793,.
Réélu député de Saône-et-Loire en octobre 1795, il siège au Conseil des Anciens, il y reste jusqu'en mai 1798 où il quitte la vie parlementaire.
Administrateur et président de l'assemblée départementale de Haute-Saône en 1799, puis maire de Vesoul de 1800 à 1813 et sur la courte période des Cents jours, il est mis à l'écart sous la Seconde Restauration et sauvé de la loi contre le régicide par son grand âge. Il se retire au château de Franchevelle où il décède en 1819.
Il a été président de la société d'agriculture, lettres, sciences et arts de la Haute-Saône, de 1805 à 1808.

## Femmes et enfants

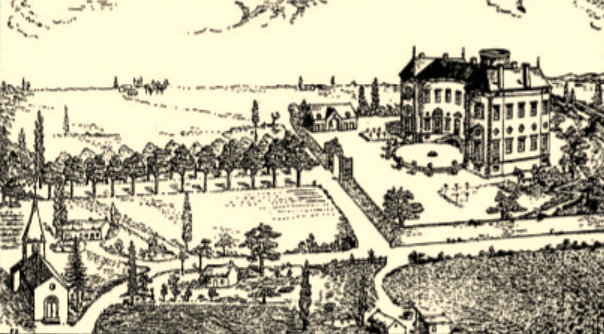
Château Châteaurenaud

### Premier mariage un lourd tribut à la patrie
À 26 ans, Antoine de Mailly épouse en premières noces Claudine Alexandrine de Damas d'Audour, fille d'un Maréchal de camp.
Elle donne 10 enfants à son mari et décède en couches en 1783. Sur les 10 enfants, 3 filles et 7 garçons, six fils et un gendre meurent à la guerre : 
- Olympe en septembre 1794 à Nice lors de l'occupation du Comté de Nice.
- Alexis en décembre 1794 contre les Chouans.
- Charles-Axiopiste 1798 en intervention avec la 29 e demi-brigade d'Italie.
- Aristide le 27 mars 1799 lors du siège de Saint-Jean-d'Acre pendant la Campagne d'Égypte.
- Minerve pratiquement le même jour et même lieu qu'Aristide en voulant venger son frère lors du siège de Saint-Jean-d'Acre pendant la Campagne d'Égypte .
- Jean-Baptiste-Joseph Bouvier , mari de Claudine le 18 novembre 1812 lors de la bataille de Krasnoï en Russie.

Ce défenseur de la Révolution française et de l'Empire dira "c’est le sort de mon sang d’être versé pour la Patrie".

### Deuxième mariage
Il épouse en secondes noces Rosalie receveur dont il aura 11 enfants, 8 filles et 2 garçons.
Rosalie fréquente les salons de la nouvelle société dont la future impératrice. 
Une fille de chaque union demande l'amnistie du régicide de leur père. 

## Les différents noms d'Antoine de Mailly

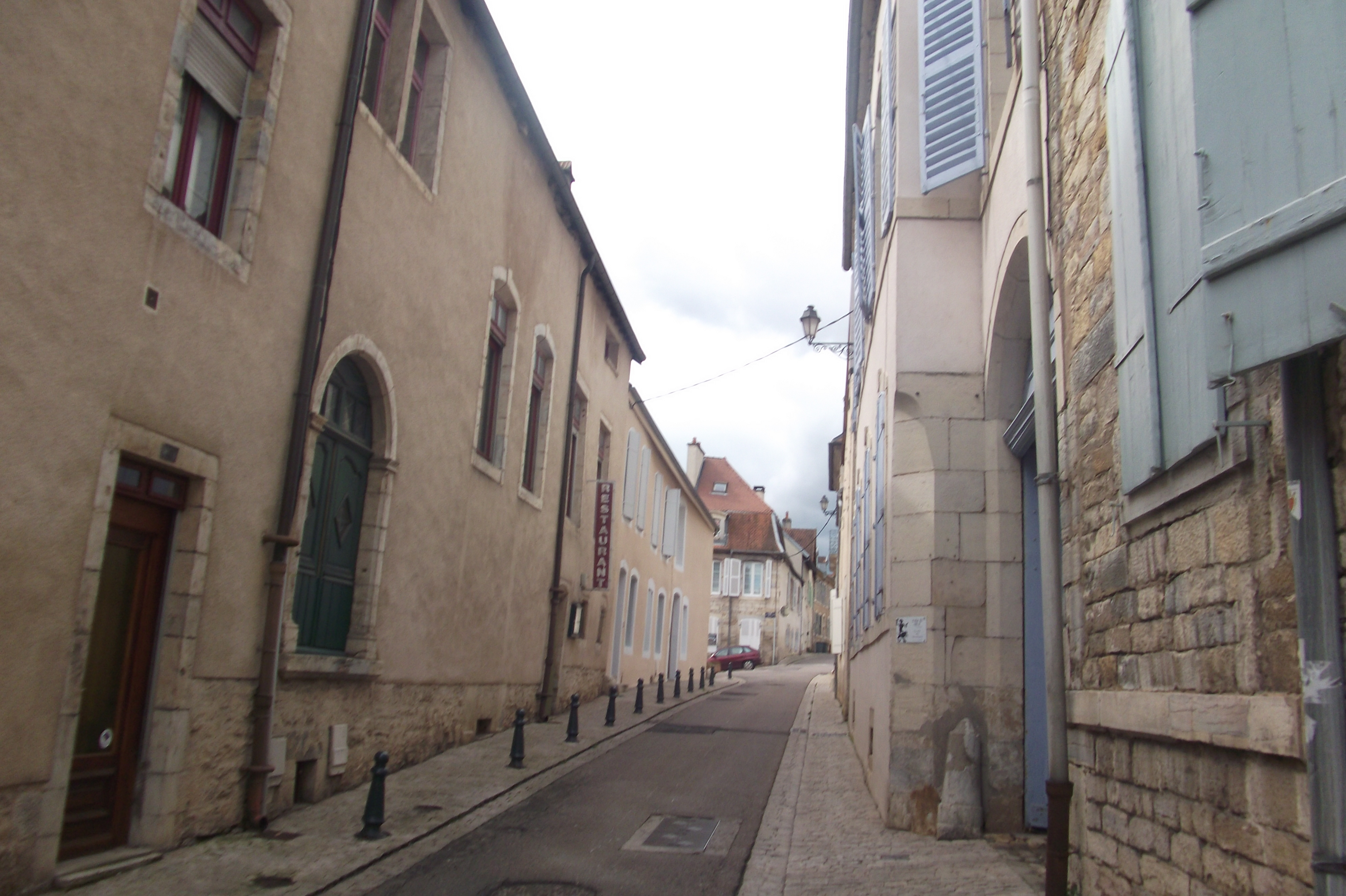
Rue de Mailly à Vesoul près du Palais de justice

Ancien secrétaire de Voltaire, Montagnard et régicide, Il démontre une ouverture d'esprit plutôt révolutionnaire et se présente sans sa particule de noblesse pendant la Révolution française,, bien qu'enregistré civilement sous Antoine de Mailly comme le confirment la rue de Mailly de Vesoul dont il fut le maire de 1800 à 1813, son acte de décès sur Franchevelle et différents ouvrages,.

### Armoiries
| Figure                  | Armoiries De Mailly de Châteaurenaud, Seigneur de Châteaurenaud, Serigny, Breney...et de Mons à la Tournette, à Saint Martin du Mont et à Sagy.                                                                                         |
| \| \| Blasonnement : \| | Lettres patentes du roi Louis XV du mois de juillet 1752 pour la création du Marquisat de Châteaurenaud. De gueules à un chevron bureté d'argent et d'azur en onde accompagné de trois lys d'argent posés deux en chef et un en pointe. |
| Blason                  | Blasonnement : |